# Campanula saxifraga
Campanula saxifraga är en klockväxtart som beskrevs av Friedrich August Marschall von Bieberstein. Campanula saxifraga ingår i släktet blåklockor, och familjen klockväxter.

## Underarter
Arten delas in i följande underarter:
- C. s. argunensis
- C. s. aucheri
- C. s. meyeriana
- C. s. saxifraga

## Bildgalleri

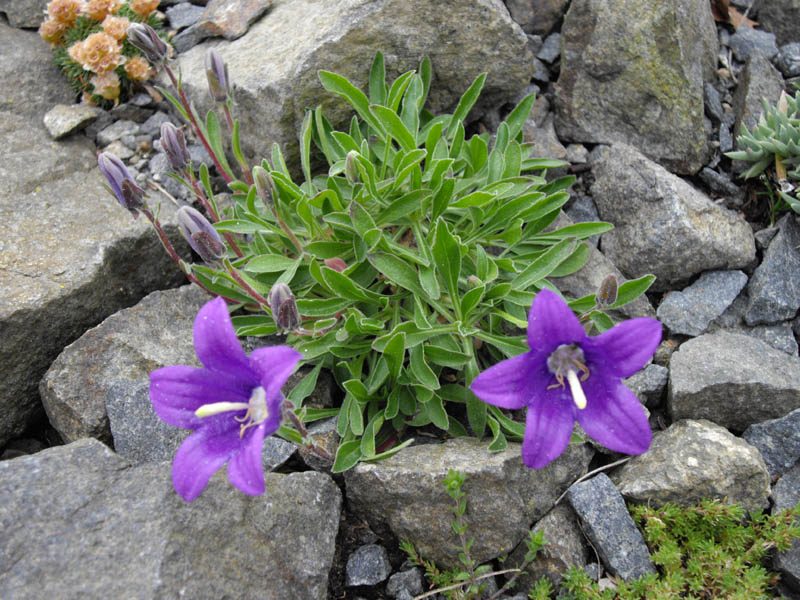
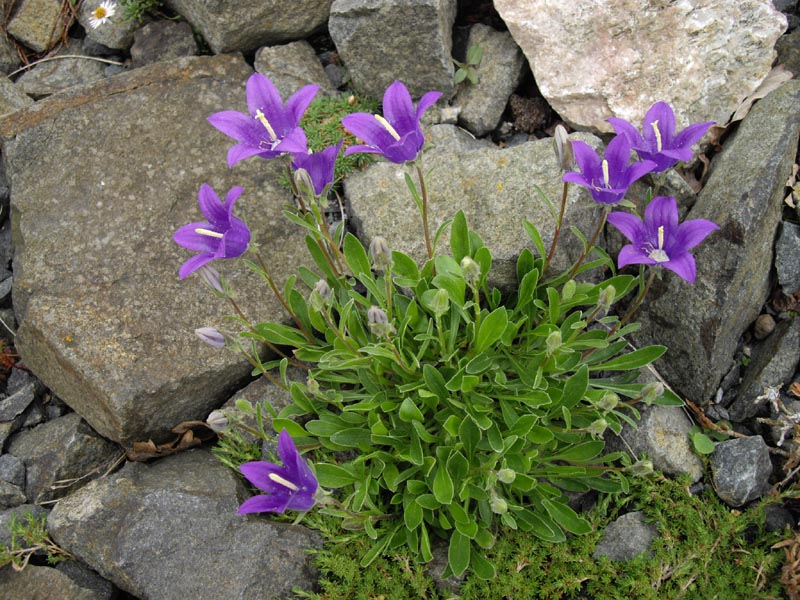
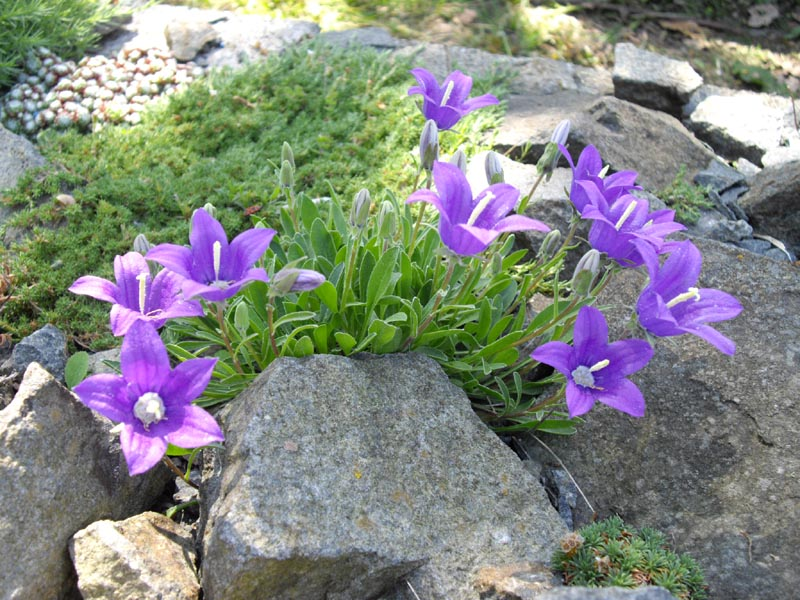
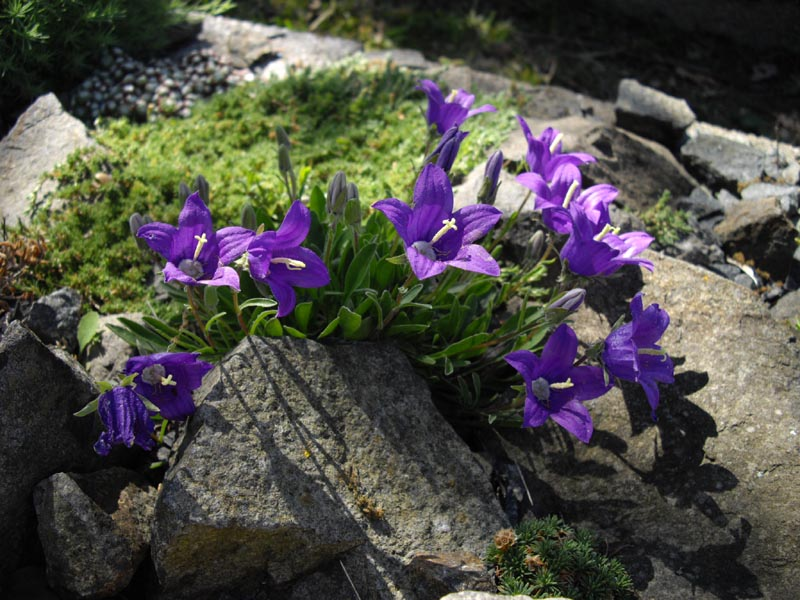